# Liste der Naturschutzgebiete in Tonga
Dies ist eine Liste aller Naturschutzgebiete in Tonga, d. h. aller anerkannter Schutzgebiete im pazifischen Königreich Tonga.
Insgesamt sind knapp 16 Prozent der Landesfläche als Naturschutzgebiete proklamiert worden. Etwa 1,5 Prozent der Meeresfläche sind als Meeresschutzgebiete eingerichtet worden.

## Naturschutzgebiete
| Name                                | Größe (km²) | Proklamation | IUCN-Status             | Nationaler Status      | Koordinaten                       |
| ----------------------------------- | ----------- | ------------ | ----------------------- | ---------------------- | --------------------------------- |
| Tofua-Nationalpark                  | 49,90       | 2001         | II (Nationalpark)       | Nationalpark           | 19° 45′ 10,3″ S, 175° 4′ 16,1″ W  |
| Kao-Nationalpark                    | 12,50       | 2001         | II (Nationalpark)       | Nationalpark           | 19° 40′ 16,2″ S, 175° 0′ 55,6″ W  |
| Eua-Nationalpark                    | 04,50       | 1992         | II (Nationalpark)       | Nationalpark           | 21° 23′ 48,8″ S, 174° 54′ 18,3″ W |
| Mount Talau-Nationalpark            |             |              |                         | Nationalpark           |                                   |
| Vaʻepopua-Nationalpark              |             |              |                         | geplanter Nationalpark |                                   |
| Pangaimotu-Riff                     | 00,49       | 1979         | IV (Reservat)           | Reservat               | 21° 7′ 27,4″ S, 175° 9′ 31,1″ W   |
| Monuafe-Inselpark und Riff          | 00,50       | 1979         | IV (Reservat)           | Reservat               | 21° 6′ 16,7″ S, 175° 8′ 26,1″ W   |
| Malinoa-Inselpark und Riff          | 00,91       | 1979         | IV (Reservat)           | Reservat               |                                   |
| Haʻatafu Beach                      | 00,71       | 1979         | IV (Reservat)           | Reservat               | 21° 4′ 12,3″ S, 175° 20′ 7″ W     |
| Hakaumamaʻo-Riff                    | 02,60       | 1979         | IV (Reservat)           | Reservat               |                                   |
| Haʻapai                             | 10.000      | 1979         | V (Schutzgebiet)        | Schutzareal            |                                   |
| Mui Hopo Hoponga-Küstenschutzgebiet | 00,89       | 1972         | V (Schutzgebiet)        | Reservat               |                                   |
| Fangaʻuta- und Fanga Kakau-Lagunen  | 28,35       | 1974         | VI (Meeresschutzgebiet) | Meeresschutzgebiet     | 21° 9′ 25,5″ S, 175° 12′ 11,8″ W  |
| Falevai                             | 05,00       |              | VI                      |                        | 18° 42′ 28,7″ S, 174° 2′ 6,4″ W   |
| Oʻua                                | 48,75       | 2006         | VI (Schutzgebiet)       | Schutzareal            |                                   |
| Ovaka                               | 09,56       | 2008         |                         | Schutzareal            | 18° 44′ 39,3″ S, 174° 6′ 0,8″ W   |
| Felemea                             | 16,27       | 2008         |                         | Schutzareal            |                                   |
| Eueiki                              | 02,81       | 2008         |                         | Schutzareal            | 21° 7′ 7,8″ S, 174° 58′ 55,2″ W   |
| Atata                               | 06,18       | 2008         |                         | Schutzareal            | 21° 2′ 51,4″ S, 175° 15′ 14″ W    |
| Mounu-Riff                          | 00,20       | 2008         |                         | Schutzgebiet           | 21° 10′ 9,5″ S, 175° 7′ 36,2″ W   |
| Vaomopa                             | 00,20       |              |                         | Naturreservat          |                                   |
| Nukuhetulu                          | 03,00       |              |                         |                        | 21° 10′ 2,5″ S, 175° 11′ 26,8″ W  |
| Neiafu-Wrack                        | 00,00       |              |                         |                        |                                   |
| Haʻafeva                            | 11,28       | 2007         |                         | Schutzareal            | 19° 57′ 6″ S, 174° 42′ 55,7″ W    |